# Herrad av Landsberg

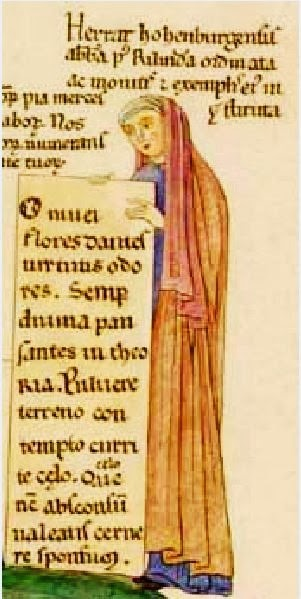
Herrad av Landsberg, från Hortus deliciarum

Herrad av Landsberg, (även känd som Herrad av Hohenburg) född ca 1130 i Alsace (Elsass), död 25 juli 1195 i Hohenburg, var en tysk nunna, abbedissa, författare, illustratör och encyklopedist. Hennes mest kända verk är Hortus Deliciarum.

## Biografi
Man känner inte till mycket mer om Herrad av Landsbergs barndom än att hon föddes i Alsace 1130, eventuellt några år tidigare. Traditionen säger att hon tillhörde adelssläkten Landsberg, men släktskapet har blivit ifrågasatt. Hon trädde redan som barn in i klostergemenskapen i Hohenburg, ett nunnekloster i Vogeserna i Alsace. I Hohenburg rådde större intellektuell frihet än i många andra samtida kloster och sannolikt fanns där ett välförsett bibliotek. Klostret leddes 1141-1167 av abbedissan Rilinda (även känd som Relinda, Rilindis mm). Rilinda genomförde viktiga reformer och förbättringar i verksamheten, bland annat övergick klostret från den benediktinska klosterregeln den augustinska.
Herrad måste ha fått en gedigen utbildning. Hon studerade såväl äldre klassiker som samtida författare och konstnärer. I Rilindas läroplan för klostret ingick latin, de fria konsterna, poesi, musik och teckning. Rilinda avled 1167 och efterträddes som abbedissa av Herrad vilken fortsatte reformarbetet. Herrad såg till att klostret fick en kaplan och att tolv augustinska kaniker öppnade ett hem för sjuka. Hohenburg hade grundats ca år 700 då hertigen av Alsace skänkte mark till klostret, men förvaltningen av egendomarna hade länge skötts illa. Herrad återställde ordningen. Bönderna i området kom med brännved till klostret och fick i gengäld mat och vin att ta med hem.
Herrad av Landsberg dog 25 juli 1195 i Hohenburg.

## Hortus Deliciarum
Herrad har främst blivit känd för verket Hortus Deliciarum (Härligheternas trädgård), en rikt illuminerad encyklopedi över 1100-talets kulturella vetande och världsbild. Den var gjord som en sorts lärobok för nunnorna och behandlade många ämnen; bibelkommentarer, historia, konst, geografi, astronomi, filosofi, agronomi och teknik. Det var troligen redan Rilinda som kom med idén men Hortus är väsentligen Herrads skapelse. Hennes text på latin byggde på skrifter av kyrkofäder, filosofer och antika författare – Augustinus, Boëthius m.fl – men också på samtida gestalter som Hildegard av Bingen och Petrus Lomardus. Källorna är redovisade och Herrad skriver att hon ”bara har samlat blommorna och arrangerat dem”.
Klostret hade ett särskilt Hortus-skriptorium där nunnor arbetade under Herrads överinseende med att framställa alla illustrationerna, mer än sexhundra stycken. Verket innehåller mer än 1 160 illustrerade prosastycken och dikter (vissa tonsatta av Herrad), allt fördelat på 648 sidor. Bilderna är ömsom i saklig stil, ömsom mer fantasirika. De kan uppvisa en blandning av bysantinsk stilisering och gotisk realism. Några glasmålningar i Strasbourgs katedral från 1195 anses vara inspirerade av målningarna.
Hortus Deliciarum blev välkänt redan på 1100-talet och behöll sin berömmelse genom seklerna. Texten och bilderna kopierades. Originalverket förstördes i en brand i Strasbourg 1870 men har delvis kunnat restaureras.

## Bilder och text ur Hortus Deliciarum

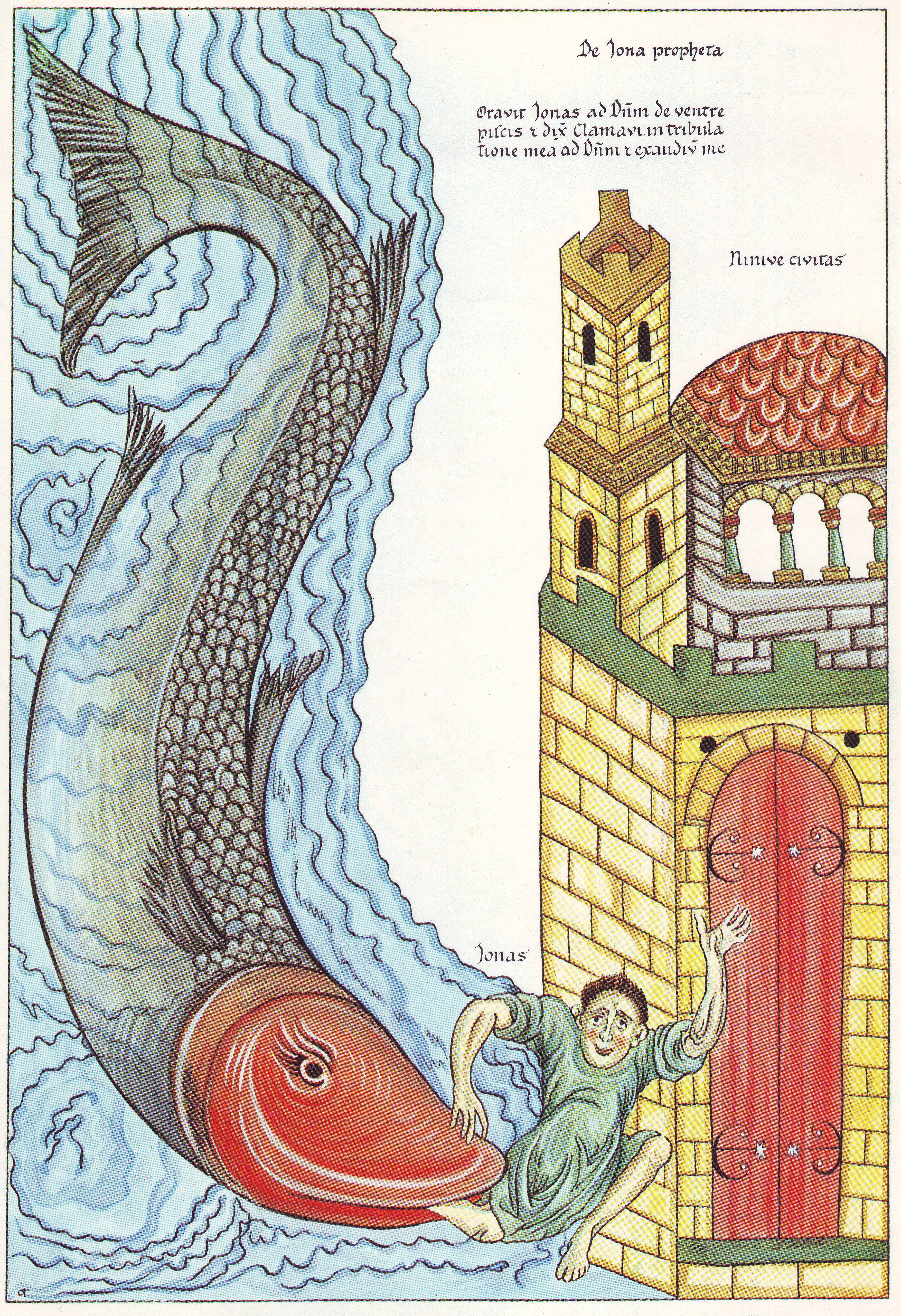
Jona och valfisken
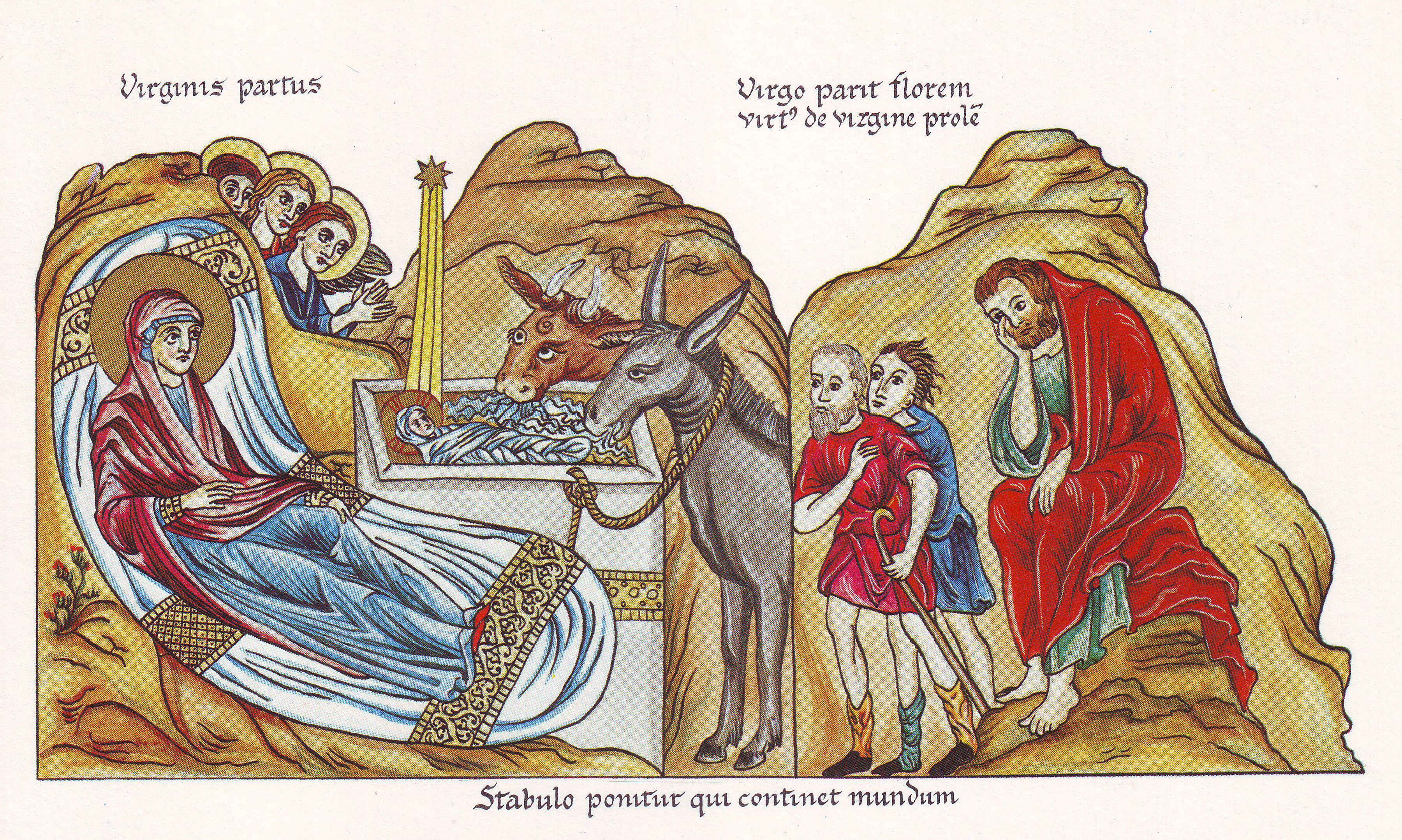
Jesu födelse
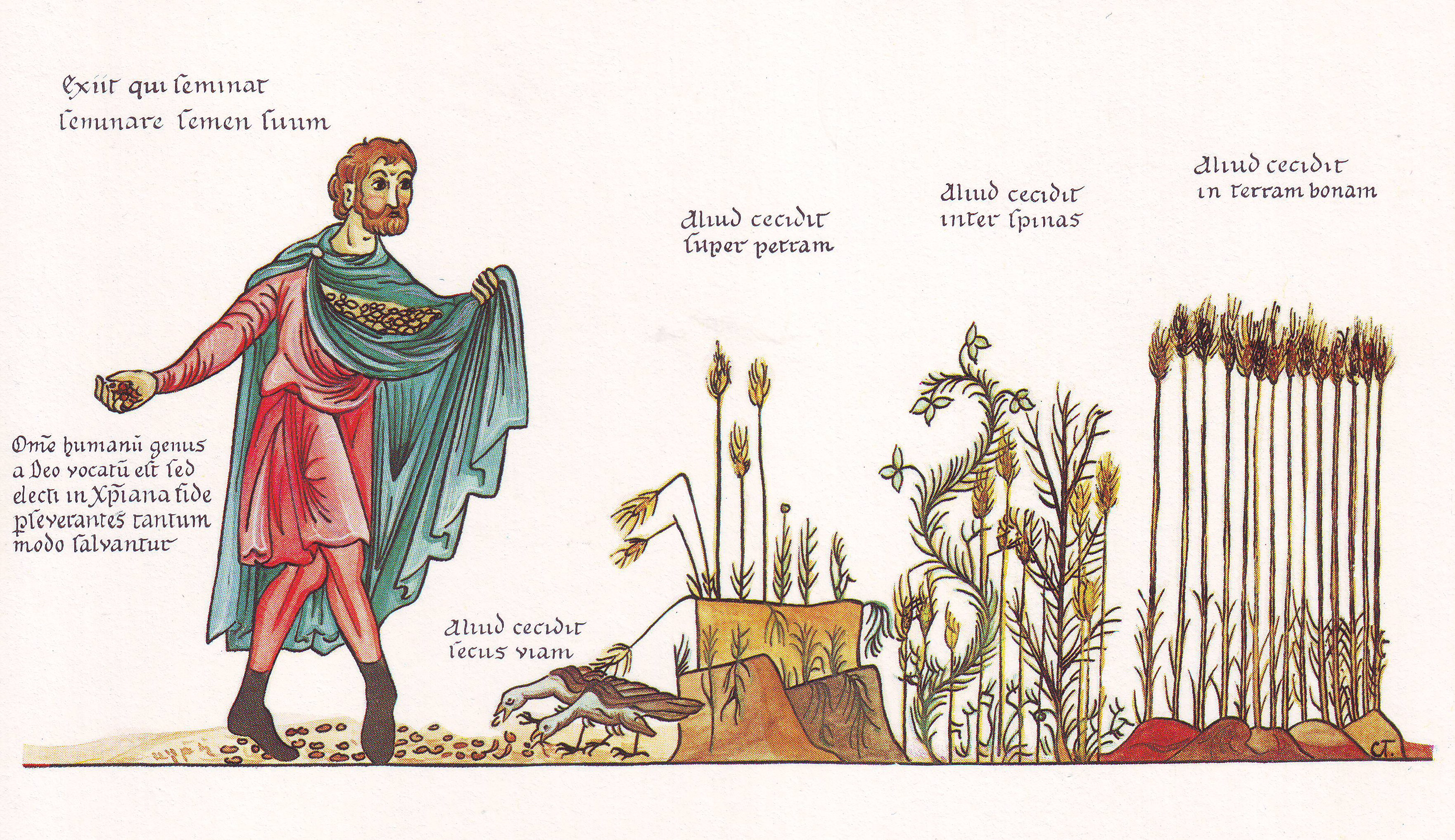
Liknelsen om såningsmannen
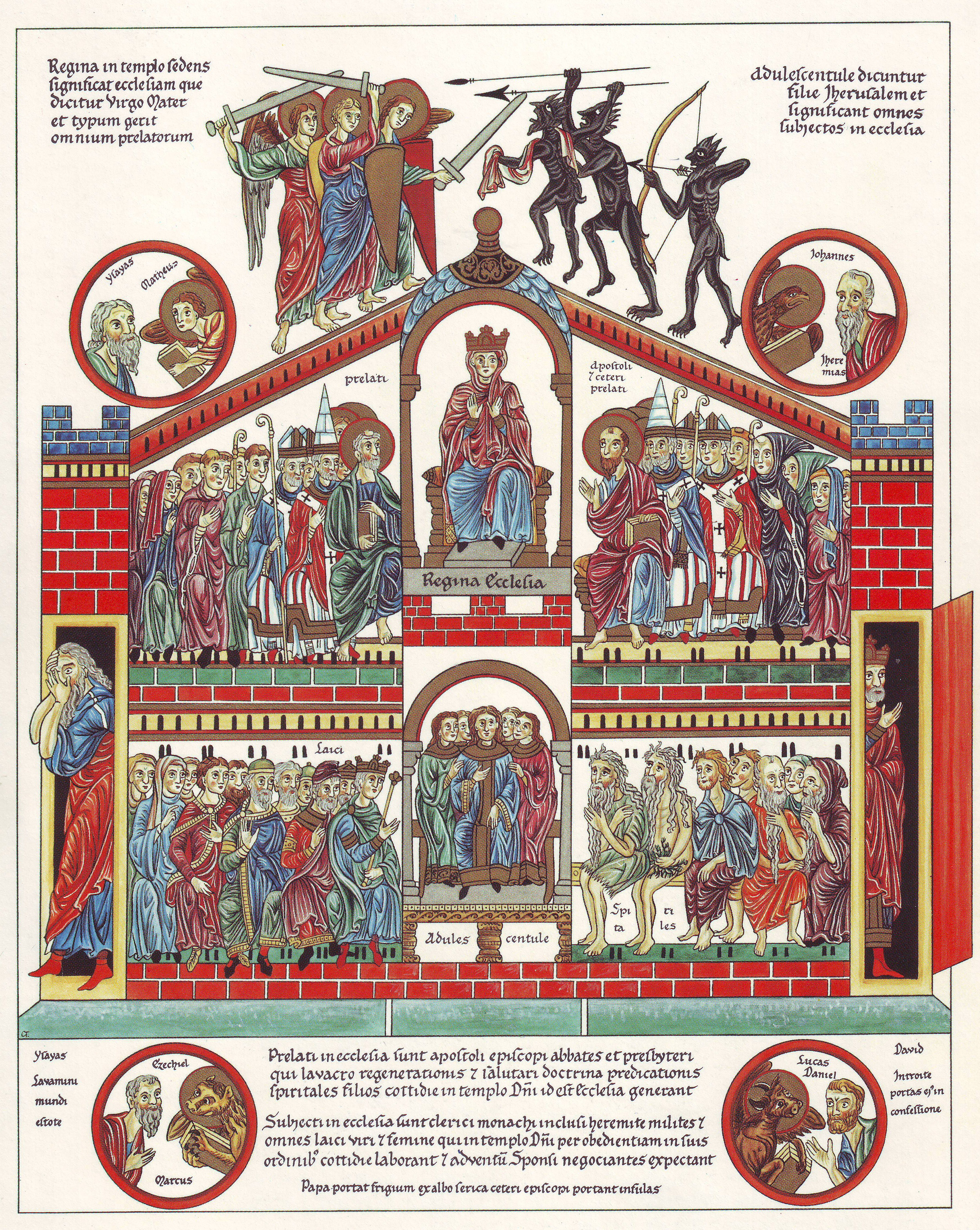
Den kristna kyrkan med de troende
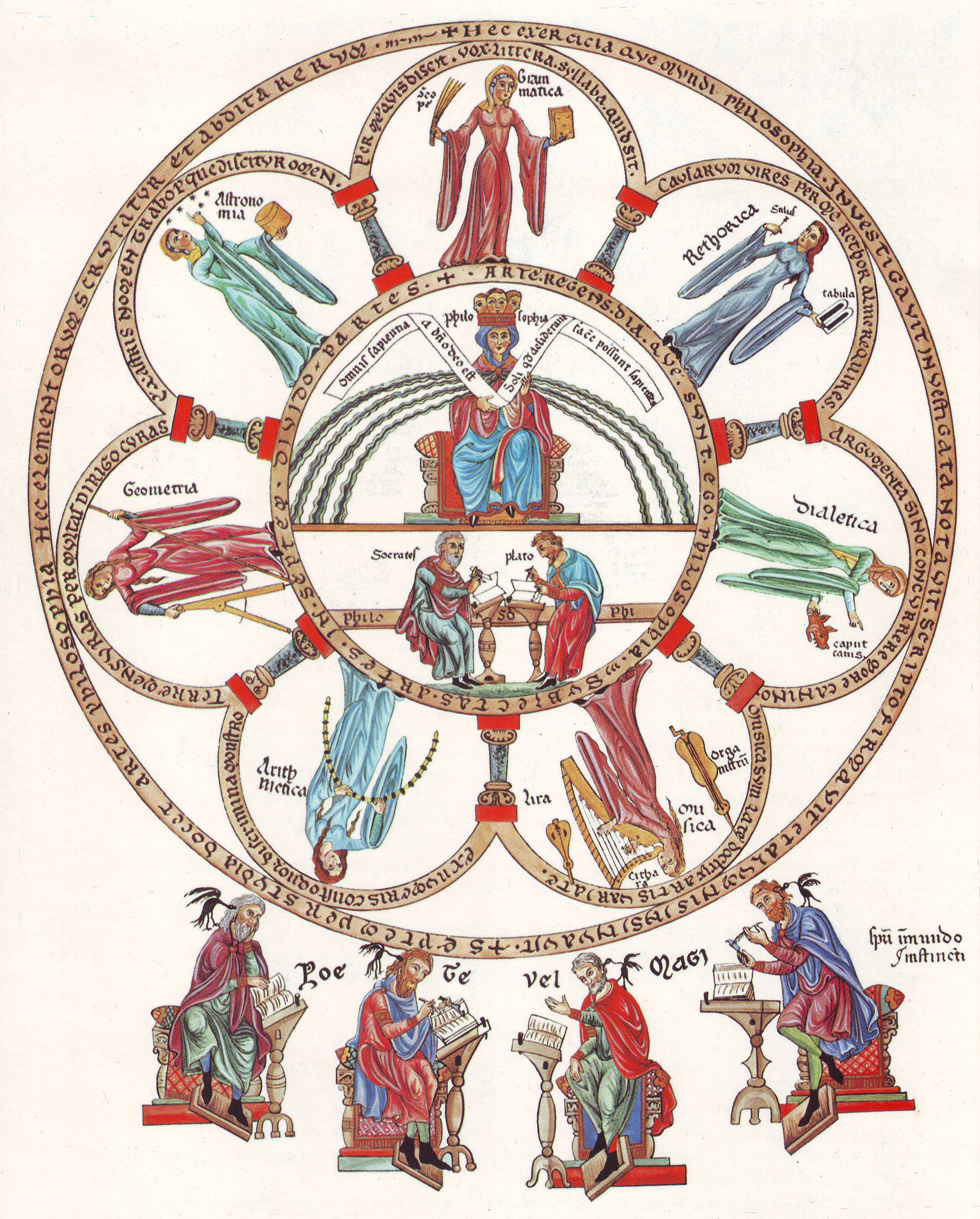
Filosofin omgiven av de sju fria konsterna
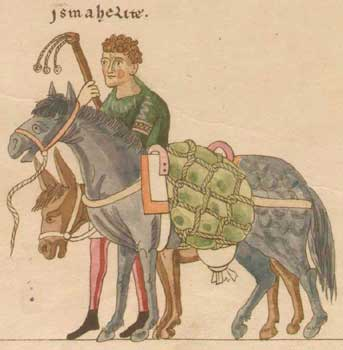
Bonde med häst och åsna